# Tantow

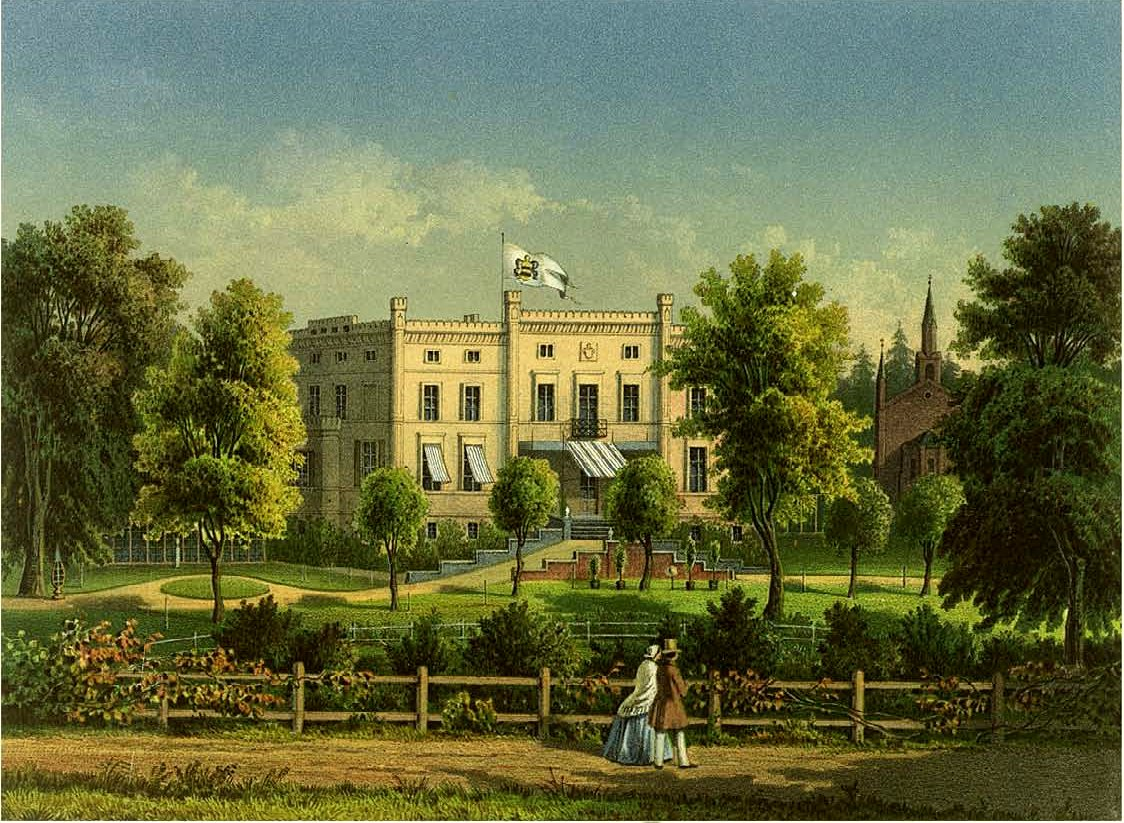
Palace Tantow around 1860, Edition by Alexander Duncker

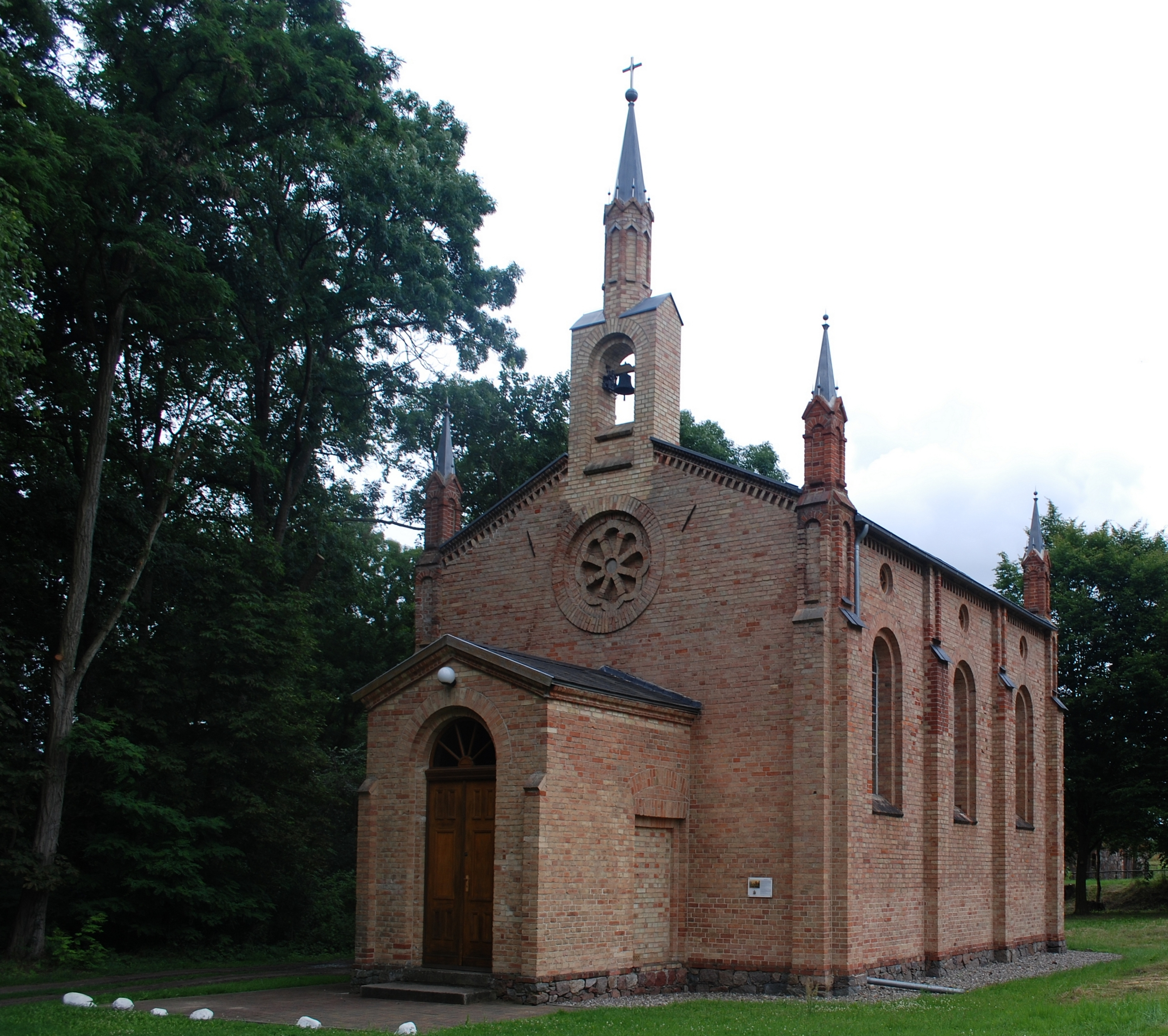
Tantow, Church

Tantow is een gemeente in de Duitse deelstaat Brandenburg en maakt deel uit van de Landkreis Uckermark. Met vier andere gemeenten vormt de plaats het Amt Gartz (Oder).
Tantow telt 772 inwoners.

## Verkeer

### Spoorwegen
Tantow heeft het kleinste treinstation van Duitsland waar lange-afstandstreinen stoppen.